# Jelence
Jelence jsou vesnice, část obce Dolní Hbity v okrese Příbram ve Středočeském kraji. Nachází se asi dva kilometry severozápadně od Dolních Hbit. Vesnicí protéká Jelenecký potok. Je zde evidováno 69 adres. V roce 2011 zde trvale žilo 160 obyvatel.
Jelence jsou také název katastrálního území o rozloze 2,79 km².

## Historie

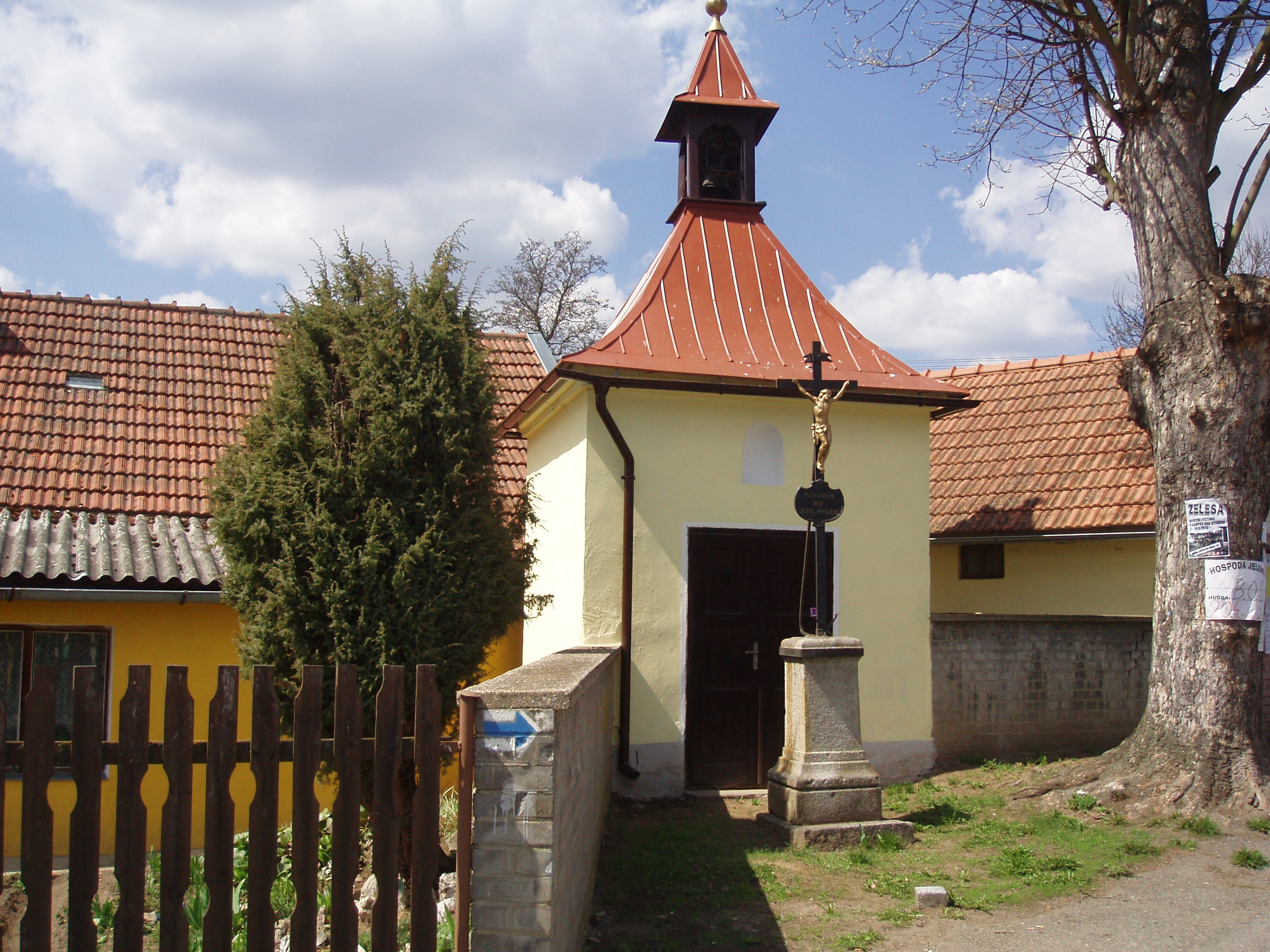
Kaple

První písemná zmínka o vesnici pochází z roku 1651.

## Obyvatelstvo
| Rok            | 1869 | 1880 | 1890 | 1900 | 1910 | 1921 | 1930 | 1950 | 1961 | 1970 | 1980 | 1991 | 2001 | 2011 | 2021 |
| -------------- | ---- | ---- | ---- | ---- | ---- | ---- | ---- | ---- | ---- | ---- | ---- | ---- | ---- | ---- | ---- |
| Počet obyvatel | 212  | 217  | 263  | 248  | 238  | 216  | 184  | 142  | 169  | 162  | 162  | 140  | 168  | 160  | 215  |
| Počet domů     | 33   | 34   | 41   | 41   | 41   | 41   | 41   | 42   | 43   | 42   | 42   | 55   | 59   | 65   | 87   |

## Obecní správa
Při sčítání lidu v letech 1850–1879 Jelence byly osadou obce Jablonná v okrese Příbram. V letech 1880–1976 byly samostatnou obcí v okrese Příbram. Od 1. dubna 1976 jsou částí obce Dolní Hbity v okrese Příbram.